# Риго (Приморские Альпы)
Риго́ (фр. Rigaud) — коммуна на юго-востоке Франции в регионе Прованс — Альпы — Лазурный берег, департамент Приморские Альпы, округ Ницца, кантон Ванс. До марта 2015 года коммуна административно входила в состав упразднённого кантона Пюже-Тенье (округ Ницца).
Площадь коммуны — 32,54 км², население — 197 человек (2006) с тенденцией к росту: 220 человек (2012), плотность населения — 6,8 чел/км².

## Население
Население коммуны в 2011 году составляло — 216 человек, а в 2012 году — 220 человек.
| 1962 | 1968 | 1975 | 1982 | 1990 | 1999 | 2005 | 2006 | 2010 | 2011 | 2012 |
| ---- | ---- | ---- | ---- | ---- | ---- | ---- | ---- | ---- | ---- | ---- |
| 117  | 117  | 111  | 141  | 165  | 146  | 184  | 197  | 219  | 216  | 220  |

Динамика численности населения:

## Экономика
В 2010 году из 143 человек трудоспособного возраста (от 15 до 64 лет) 91 были экономически активными, 52 — неактивными (показатель активности 63,6 %, в 1999 году — 58,4 %). Из 91 активных трудоспособных жителей работали 81 человек (49 мужчин и 32 женщины), 10 числились безработными (4 мужчины и 6 женщин). Среди 52 трудоспособных неактивных граждан 6 были учениками либо студентами, 30 — пенсионерами, а ещё 16 — были неактивны в силу других причин.
На протяжении 2010 года в коммуне числилось 86 облагаемых налогом домохозяйств, в которых проживало 194,0 человека. При этом медиана доходов составила 15 тысяч 547 евро на одного налогоплательщика.